# Oithona nana
Oithona nana är en kräftdjursart som beskrevs av Giesbrecht 1892. Oithona nana ingår i släktet Oithona och familjen Oithonidae. Inga underarter finns listade i Catalogue of Life.